# Saracrinus
Genre
Saracrinus est un genre de Crinoïdes (Echinodermes) sessiles de la famille des Isselicrinidae.

## Description
Ce sont des crinoïdes « vrais » (sessiles) : ils vivent attachés au fond par une longue tige calcaire articulée.

## Phylogénie
Selon World Register of Marine Species (24 mars 2015) :
- Saracrinus angulatus (P. H. Carpenter, 1884)
- Saracrinus moosai Améziane, 1997
- Saracrinus nobilis (Carpenter, 1884)

Espèce reconnue par d'autres sources : Saracrinus angulatus (Carpenter, 1884)

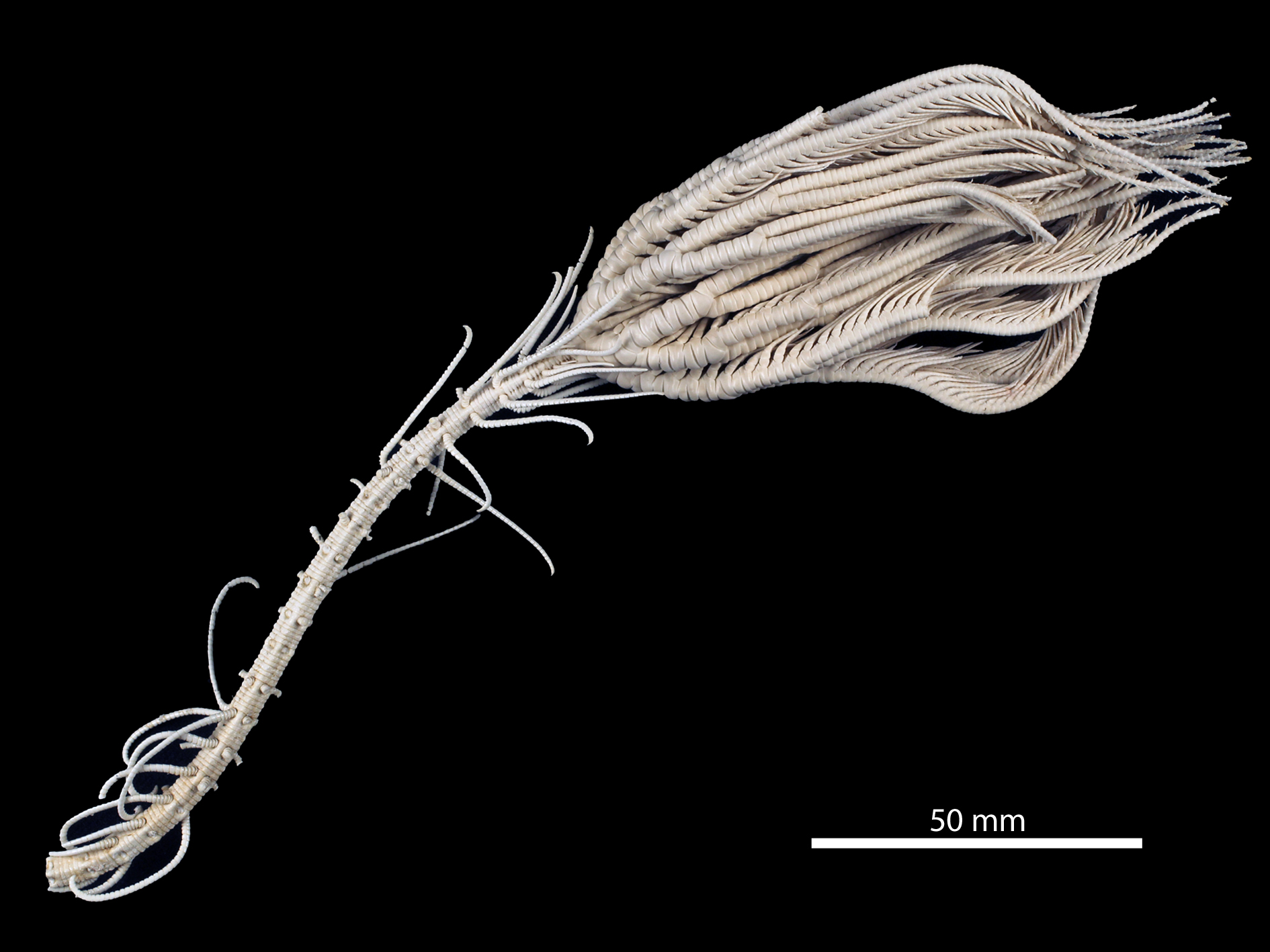
Saracrinus moosai (holotype, MNHN)
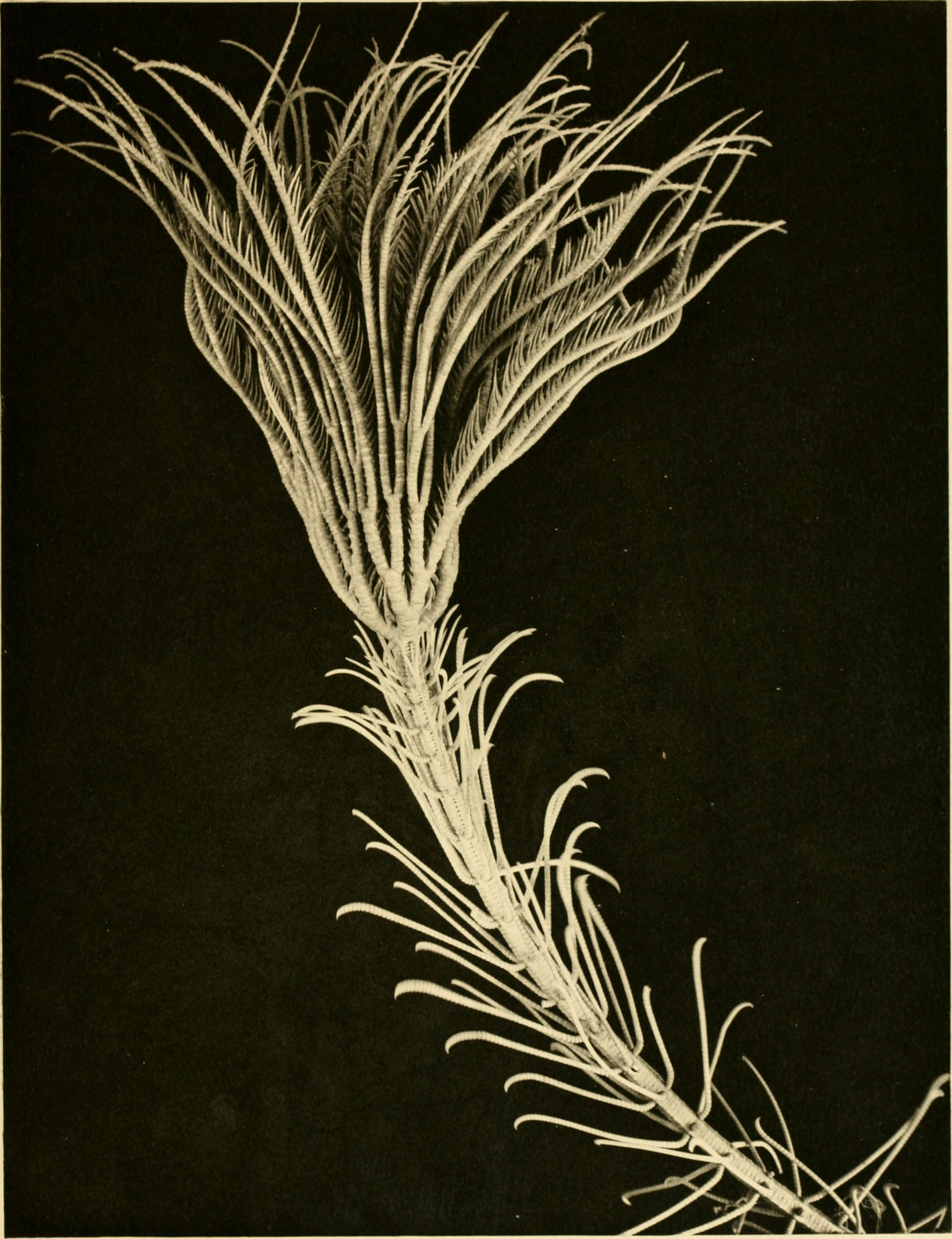
Saracrinus nobilis, spécimen historique récolté par Ludwig Döderlein pendant la Tiefsee Expedition.